# Lumbreratherium
 Lumbreratherium  ist eine ausgestorbene Gattung der Gürteltiere. Sie lebte im Unteren und Mittleren Eozän vor 56 bis 37 Millionen Jahren im heutigen Südamerika. Bisher sind nur wenige Funde bekannt, die aus einem Schädel, Teilen des Körperskeletts und einigen Resten des Körperpanzers bestehen. Sie stammen aus der Lumbrera-Formation im nördlichen Argentinien. Charakteristisch für Lumbreratherium ist das Gebiss, das abweichend von anderen Gürteltieren nicht aus einheitlich geformten, an Mahlzähne erinnernde Zähnen bestand, sondern vorne jeweils einen eckzahnartigen Zahn aufwies. Weitere Besonderheiten finden sich im Aufbau der Knochenplättchen des Rückenpanzers. Es wird angenommen, dass sich die Tiere von Insekten ernährten, so wie die meisten bekannten Gürteltiere. Die Gattung wurde im Jahr 2017 wissenschaftlich beschrieben.

## Merkmale

### Skelettmerkmale
Lumbreratherium ist ein relativ ursprünglicher Vertreter der Gürteltiere. Bekannt sind von ihm aber bisher lediglich der Schädel und der Unterkiefer sowie einige Elemente des Körperskeletts und Knochenplättchen des Panzers. Vom Schädel blieb nur die linke Seite überliefert. Die Mittelkieferknochen ist nicht erhalten, der Oberkiefer hatte eine glatte Oberfläche. Das Foramen infraorbitale öffnete sich oberhalb des vierten molarenartigen Zahns, die Position entspricht in etwa der der Nacktschwanzgürteltiere (Cabasaous), sie ist aber deutlich weiter nach vorne verschoben als im Vergleich zu den Langnasengürteltieren (Dasypus), den Borstengürteltieren (Chaetophractus) und dem Sechsbinden-Gürteltier (Euphractus). Vor dem Foramen infraorbitale war eine flache Grube ausgebildet. Das Foramen maxillare lag in der Augenhöhle vergleichbar zu den Borstengürteltieren und dem Sechsbinden-Gürteltier. Bei den Langnasen- und den Nacktschwanzgürteltieren sowie beim Riesengürteltier (Priodontes) befindet sich diesen unterhalb des Ansatzes des Jochbogens. Der Jochbogen selbst war bei Lumbreratherium zylindrisch und gerade, während er bei zahlreichen heutigen Gürteltieren einen geschwungenen Verlauf aufzeigt. Das Basioccipitale verfügte über eine breite Form, es war etwa doppelt so breit wie die Gelenkflächen des Hinterhauptsbeins. Im Gegensatz dazu haben die Nacktschwanzgürteltiere und die Kugelgürteltiere (Tolypeutes) über ein eher schmales Basioccipitale. Eine Paukenblase war nicht ausgebildet, was wiederum mit den Langnasen- und den Kugelgürteltieren übereinstimmt. Der Unterkiefer zeigte sich robust, er war kräftiger als bei den Langnasengürteltieren, aber graziler als bei den Nacktschwanz-, Borsten- und Kugelgürteltieren und zusätzlich auch beim Zwerggürteltier (Zaedyus). Die Unterkante verlief weitgehend gerade, beulte aber im Bereich der Zähne aus. Die Symphyse nahm den gesamten vorderen, zahnlosen Teil des Unterkiefers ein, bei den meisten heutigen Gürteltieren mit Ausnahme des Langnasengürteltiere und des Riesengürteltiers reicht sie bis zum ersten oder dritten molarenartigen Zahn. Dafür bestand bei Lumbreratherium zwischen dem Ende der Symphyse und dem ersten molarenartigen Zahn eine Foramen mentale, was einmalig innerhalb der Gürteltiere ist. Der Kronenfortsatz stieg vorn in einem Winkel von 56° auf, wurde dann aber steiler. Er besaß einen nur kurzen Hals. Der Winkelfortsatz war gerundet, er lag unterhalb der Linie der Alveolen, während er bei vielen anderen Gürteltieren weiter oben befindet.
Das Gebiss von Lumbreratherium setzte sich aus insgesamt 24 Zähnen zusammen, insgesamt standen so in der unteren und in der oberen Zahnreihe je Kieferhälfte sechs Zähne. Der vorderste Zahn besaß eine eckzahnartige Gestalt (caniniform), die restlichen waren molarenartig (molariform). Dadurch wies das Gebiss bei Lumbreratherium nicht die strikte homodonte Form auf wie bei anderen Gürteltieren mit ihren rein molariformen Zähnen, was als einzigartiges Merkmal zu betrachten ist. Der caniniforme Zahn stand in einem Abstand von 4,7 mm zu den hinteren Zähnen (Diastema). Die molarenartigen Zähne wiesen mehr oder weniger hohe Zahnkronen auf und waren mit jeweils zwei geschlossenen Wurzeln ausgestattet (protohypsodont). Sie standen nicht geschlossen in Reihe, sondern wurden jeweils durch kurze Zahnlücken voneinander getrennt. Die gesamte obere Zahnreihe maß 18,8 mm, ohne den caniniformen Zahn betrug sie 12,3 mm.
Das postcraniale Skelett ist bisher über den ersten Halswirbel, fünf zusammenhängende Lendenwirbel, einen Schwanzwirbel, zahlreiche Rippenfragmente zuzüglich einer vollständigen Rippe, das Manubrium des Brustbeins, den oberen Teil des Schienbeins und des Wadenbeins, der Elle und einige Finger- und Zehenglieder belegt. Es sind nur wenige eigenständige Merkmale für Lumbreratherium feststellbar.

### Rückenpanzer
Der Rückenpanzer von Lumbreratherium bestand lediglich aus beweglichen Bändern, was ein deutlicher Unterschied zu den heutigen Gürteltieren ist. Die Osteoderme wiesen dadurch einen typisch rechteckigen Umriss auf, ihre Länge variierte von 6,1 bis 8,4 mm, ihre Breite von 2,9 bis 4,1 mm und ihre  Dicke von 1,7 bis 1,9 mm. Üblicherweise teilen sich die Knochenplättchen der beweglichen Bänder bei den Gürteltieren in eine Artikulationsfläche, die sich unter das benachbarte Knochenplättchen schiebt, und eine von außen sichtbare Oberfläche auf. Zusätzlich besaßen die Osteoderme von Lumbreratherium noch gestufte Längskanten, wodurch weitere Verbindungsflächen bestanden. Dadurch gelenkte jedes Knochenplättchen sowohl mit denen des eigenen Bandes als auch mit denen des benachbarten. Diese charakteristische Gestaltung findet sich unter anderem bei Pucatherium wieder, einem ebenfalls ausgestorbenen Vertreter der Gürteltiere. Die Artikulationsfläche besaß bei Lumbreratherium drei Erhöhungen, die durch kleine Grübchen getrennt wurden. Mit einzelnen Ausnahmen wie bei Pucatherium ist diese Fläche bei anderen Gürteltieren flach. Das zentrale Musterelement der äußerlich sichtbaren Oberfläche formte ein rechteckiges Gebilde mit abgerundeten Ecken. Begleitet wurde diese Musterung von fünf kleineren Elementen, drei am Ende des Knochenplättchen und je eins an den Längsseiten. Getrennt wurden diese Elemente durch kleine Rillen. In den beiden Längsrillen entlang der zentralen Musterung befanden sich je drei Löcher (Foramina). Zusätzlich waren auf der nach innen weisenden Oberfläche weitere Rillen und Grübchen ausgebildet, die allesamt randlich lagen.

## Fossilfunde
Die bisher bekannten Funde von Lumbreratherium wurden im Norden Argentiniens in der Provinz Salta entdeckt. Sie entstammen den unteren Lagen der Lumbrera-Formation, die an der Ostseite der Anden in der Fundregion Pampa Grande aufgeschlossen ist. Die Lumbrera-Formation ist Teil der übergeordneten Salta-Gruppe, innerhalb derer sie in den oberen Abschnitt gehört (sogenannte Santa-Barbara-Untergruppe). Im Aufschlussgebiet erreicht der untere Teil der Lumbrera-Formation eine Mächtigkeit von rund 150 m. Er besteht aus verschiedenen Sandsteinbildungen sowie Ton-/Schluffsteinen, in die teilweise fossile Böden eingebettet sind. Die Ablagerungen gehen auf ein mäandrierendes Flusssystem zurück, das eine flache, vegetationsreiche Landschaft durchfloss. Zur oberen Lumbrera-Formation besteht ein diskontinuierlicher Übergang (Hiatus). Anhand von hier gewonnenen radiometrischen Daten an Zirkon-Kristallen beträgt das Alter des oberen Abschnitts etwa 39,9 Millionen Jahre, was dem ausgehenden Mittleren Eozän entspricht. Der untere Teil der Lumbrera-Formation, dessen Ablagerungsprozess weiteren Datierungen zufolge basierend auf der Uran-Blei-Methode vor rund 46,2 Millionen Jahren abgeschlossen war, wird daher dem Unteren und Mittleren Eozän zugewiesen, er gehört lokalstratigraphisch dem Casamayorum an. Sowohl der untere als auch der obere Abschnitt der Lumbrera-Formation sind sehr fossilreich. So treten im unteren beispielsweise Krokodile, Echsen und Säugetiere auf, zu letzteren gehören unter anderem Beutelhyänen, Polydolopimorphia (ursprüngliche Säugetiere) und zahlreiche Huftiere aus der Gruppe der Meridiungulata, zusätzlich aber auch Nebengelenktiere. Der sedimentologische Hiatus zeigt sich auch in der Fauna, da nur wenige Vertreter der unteren Lumbrera-Formation in der oberen wieder auftauchen. Eine Ausnahme bildet Pucatherium, eine zu Lumbreratherium nahe verwandte Gürteltierform, die in beiden Abschnitten präsent ist. Nur aus der unteren Lumbrera-Formation ließ sich bisher Noatherium dokumentieren, ein weiterer Angehöriger der Gürteltiere.

## Paläobiologie
Das Gebiss ist bei Lumbreratherium abweichend von anderen Gürteltieren aufgebaut und mit einem caniniformen vorderen Zahn ausgestattet. Seine Funktion kann bisher nicht bestimmt werden. Die molariformen Zähne stehen in einem gewissen Abstand zueinander und bilden so keine geschlossene Reihe. Außerdem ist die Anzahl der Zähne im Vergleich zu anderen Gürteltieren reduziert. Beides ist typisch für insektenfressende Tiere. Dafür spricht auch der Unterkiefer, der zwar etwas robuster als bei den Langnasengürteltieren, aber deutlich graziler als bei den eher allesfresserischen Kugelgürteltieren und bei dem Sechsbinden-Gürteltier.

## Systematik
Lumbreratherium ist eine ausgestorbene Gattung aus der Gruppe der Gürteltiere (Dasypoda). Diese umfassen wiederum die heute lebenden Gürteltiere, die insgesamt zwei Familien bilden, die Dasypodidae mit den Langnasengürteltieren und die Chlamyphoridae mit allen anderen Vertretern. Die Gürteltiere werden durch ihre Rückenpanzer mit beweglichen Bändern und durch ihre stiftartigen Zähne charakterisiert. Sowohl skelettanatomisch als auch molekulargenetisch gehören den Gürteltieren auch die ebenfalls ausgestorbenen Glyptodontidae an, die als gemeinsames Merkmal einen starren Panzer und lappenförmige Zähne zur Aufnahme pflanzlicher Nahrung besaßen. Aus anatomischen Gründen mit ihnen verwandt sind die Pampatheriidae, die wiederum eher den Gürteltieren glichen. Die Dasypoda stellen einen Teil der Ordnung der Gepanzerten Nebengelenktiere (Cingulata). Innerhalb dieser wird angenommen, dass die Peltephilidae die Schwestergruppe der Dasypoda formen. Lumbreratherium gehört an die Basis der Entwicklung der Gürteltiere. Als nächster Verwandter gilt laut phylogenetischen Untersuchungen Pucatherium. Dieser ist über ein Teilskelett aus der Lumbrera-Formation und zusätzlich über isolierte Osteoderme aus der mitteleozänen Casa-Grande-Formation ebenfalls im nördlichen Argentinien überliefert. Beide Gattungen verbindet die Struktur des Rückenpanzers, der jeweils nur aus beweglichen Bändern bestand. Zudem zeigen die Knochenplättchen ausgeprägte Buckelchen auf der Artikulationsseite und auf der Unterfläche sowie einzelne seitliche Vorsprünge, wodurch ein typisches Verbindungsmuster mit den jeweils benachbarten Osteodermen entstand (das sogenannte „pucatheriine Muster“).
Die wissenschaftliche Erstbeschreibung von Lumbreratherium stammt von einem Forscherteam um Claudia M. R. Herrera und wurde im Jahr 2017 erstellt. Als Holotyp (Exemplarnummer PVL 4262) bestimmten sie das bisher vorliegende Fundmaterial aus der Lumbrera-Formation. Dieses war bereits 1977 von José Bonaparte entdeckt worden. Der Gattungsname verweist auf das Fundgebiet. Als einzige bekannte Art wurde Lumbreratherium oblitum benannt. Der Artname oblitum ist lateinischen Ursprungs und bedeutet so viel wie „vergessen“.